# Vázquez Sounds
Vázquez Sounds est un groupe mexicain de rock, originaire de Mexicali, en Basse-Californie, actif entre 2011 et 2020. Le groupe se composait d'Ángela Vázquez, de Gustavo Vázquez et d'Abelardo Vázquez Espinoza, formé après avoir téléchargé une vidéo sur YouTube avec leur reprise de la chanson Rolling in the Deep de la chanteuse britannique Adele, avec laquelle ils reçoivent plus de 290 millions de vues, ce qui leur permet d'accéder à la célébrité dans divers médias du monde entier.
À ses débuts, le groupe mexicain interprétait des reprises, ce qui lui permet de se faire connaître dans le monde artistique. Cependant, à la mi-août 2014, ils annoncent cette étape terminée afin de se lancer dans des projets originaux. Après leur séparation, Angie, Gus et Abe préparent leurs projets solo. 

## Histoire
Gustavo et Abelardo répètent dans le studio de leur père, et interprètent plusieurs chansons. Plus tard, ils invitent Angela et décidant d'interpréter Rolling in the Deep d'Adele,. Abelardo décide d'enregistrer une vidéo, avec l'aide de son père qui l'aide pour quelques prises, la monte et, en l'espace d'une semaine, la télécharge sur YouTube et comptera plus tard plus de 240 millions de vues.
La chanson naît pour plusieurs raisons : parce qu'elle est l'un des tubes du moment, parce qu'elle utilise des instruments de musique que Gustavo et Abelardo maîtrisent, et parce que la voix permettait à Ángela d'exceller, et enfin parce qu'il s'agit d'une chanson en anglais, qui facilite sa globalisation. Ils indiquent avoir enregistré la chanson pour s'amuser, comme passe-temps, sans s'attendre à l'impact qu'elle aurait.
La vidéo est téléchargée sur YouTube par Abelardo le 10 novembre 2011, et reçoit plus de 14 millions de vues en seulement un mois dans le monde entier, devenant une sensation sur Internet en quelques heures, et gagnant un grand nombre d'abonnés à sa chaîne. De même, elles sont les plus commentées sur les réseaux sociaux tels que Facebook et Twitter, où elles deviennent un trending topic au Mexique.
Leur reprise de Rolling in the Deep est la plus regardée de tous les temps dans le monde entier. Ils sont bien accueillis et diffusés dans des émissions de télévision et programmes d'information dans plusieurs pays dans les jours qui suivent la sortie de la vidéo, comme Telecinco (Espagne), la BBC (Royaume-Uni), Milenio (Mexique), et ABC's Good Morning America (États-Unis). Ils donnent également des interviews à CNN, à Primer impacto de Univisión et à divers programmes locaux à Mexicali, ainsi qu'à des programmes nationaux tels que Sabadazo d'Omar Chaparro et Las noticias por Adela d'Adela Micha sur Televisa, Hechos AM de Jorge Zarza et Ventaneando sur TV Azteca.
L'une des premières personnalités du monde de la musique à les appeler est Tommy Mottola, ainsi que d'autres labels internationaux européens, bien qu'ils aient choisi de poursuivre leurs études.
Le 13 décembre 2011, leur reprise de Rolling in the Deep sort sur la boutique numérique iTunes et se hisse à la première place du classement iTunes, ce qui leur vaut un succès grandissant. Ils sont également certifiés disque de platine d'AMPROFON. Le 20 décembre 2011, YouTube publie une liste des chansons les plus regardées de l'année au Mexique, dans laquelle le groupe se classait en dixième position. Le journal La Crónica les désignent comme le personnage de l'année.
Au cours de la dernière semaine de décembre, elles font leur entrée dans le classement Billboard Social 50 à la 17e place, ce qui représente le deuxième meilleur démarrage dans l'histoire du classement, derrière Rebecca Black qui atteint la 9e place lors de sa première semaine d'existence. Le classement est déterminé par l'activité sur YouTube, Vevo, Facebook, Twitter, Myspace et les sites iLike.
En juin 2015, le groupe mexicain confirme via Facebook sa nouvelle carrière musicale indépendante, comme au début de l'année 2011.
Angie Vázquez fait ses débuts en tant qu'actrice en participant à la série biographique de Luis Miguel, intitulée Luis Miguel. Elle apparaît dans l'épisode 8 dans le rôle d'une jeune fille nommée Diana Correa, qui passe une audition pour le nouveau label de Luis Rey en chantant Arena du groupe Trigo Limpio.

## Discographie

### Albums studio
- 2014 : Invencible (Sony Music México)
- 2015 : Sweet Christmas Ukelele and Jazz
- 2019 : Phoenix

### EP
- 2012 : Vázquez Sounds

### Singles notables
- 2011 : Rolling in the Deep (d'Adele)
- 2011 : All I Want for Christmas Is You (de Mariah Carey)
- 2012 : Forget You (de Cee Lo Green)
- 2012 : The Show (de Lenka)